# Ōinomikado Nobutsugu
Ōinomikado Nobutsugu (大炊御門信嗣, [[[1236]] -1311] Erro: {{japonês}}: texto da transliteração contém caractere não latino (pos 18) (ajuda), também traduzido como Ōinomikado Shinji) foi um nobre do período Kamakura da história do Japão.

## Vida
Nobutsugu foi o filho mais velho de Fuyutada. E foi o 7º líder do ramo Ōinomikado dos Fujiwara.

## Carreira
Nobutsugu serviu durante os reinados dos Imperadores:  Go-Fukakusa (1259 a 1260); Kameyama (1260 a 1274), Go-Uda (1274 a 1287); Fushimi (1287 a 1298); Go-Fushimi (1298 a 1301); Go-Nijo (1301 a 1308); Hanazono (1308 a 1311).
Em 27 de julho de 1259 Nobutsugu ingressou na Corte aos 23 anos, no final do governo do Imperador Go-Fukakusa, sendo designado para o comando do Konoefu (Guarda do Palácio).
Em 29 de março de 1260, no governo do Imperador Kameyama, foi nomeado Mutsu Gonmori (governador da província de Mutsu) posto que ocupa por três anos, em 24 de outubro de 1266 foi nomeado Chūnagon e em 21 de janeiro de 1271 foi promovido a Dainagon.
Nobutsugu serviu muitos anos como Dainagon o excesso de familiares do Sekkan que deveriam entrar para o ministério o impediram de prosperar, o que levou a ser indicado para o cargo de Kuge honin (ministro sem pasta). De 27 de abril até 8 de junho de 1290, no governo do Imperador Fushimi, atuou interinamente como Naidaijin na ausência de Saionji Sanekane.
Em 15 de outubro de 1309, no governo do Imperador Hanazono, Nobutsugu foi nomeado Daijō Daijin, cargo que ocupou até a sua morte em 1311.  Seu filho segundo filho Tsuguo foi seu herdeiro devido a morte prematura de seu primogênito Yoshimune.
| Precedido por Ōinomikado Fuyutada | -- 7º Líder dos Ōinomikado Fujiwara (1271 -1311) | Sucedido por Ōinomikado Tsuguo    |
| Precedido por Ichijō Saneie       | 58º Daijō Daijin (1309 - 1311)                   | Sucedido por Takatsukasa Fuyuhira |